# Heinola (stacja kolejowa)
Heinola (fiń. Heinolan rautatieasema) – stacja kolejowa w Heinola, w prowincji Finlandia Południowa, w Finlandii, na linii Lahti - Heinola. Stacja została otwarta w 1932